# David af Uhr
David af Uhr, ursprungligen Uhr, född 23 december 1734, död 12 april 1818 på Kungsgården, var en svensk brukspatron.
af Uhr var son till brukspatronen Jan Nilsson Uhr och Anna Kristina Mackeij. af Uhr blev student vid Uppsala universitet 1742 och avlade bergsexamen 1754. Han blev auskultant i Bergskollegium samma år. 
af Uhr var därefter verksam som brukspatron på Kungsgården och adlades 1789 jämte två av sina halvbröders söner med namnet af Uhr.
af Uhr var gift med Justina Catharina Reftelius, dotter till Carl Reftelius, och i äktenskapet med henne föddes flera barn, bland vilka märks sönerna Gustaf, Carl David och Isak Vilhelm af Uhr.